# Соколинский, Давид Моисеевич
Дави́д Моисе́евич Соколи́нский (1902—1940) — начальник Управления НКВД по Донецкой области, старший майор государственной безопасности (1936). Входил в состав особой тройки НКВД СССР.

## Биография
Родился в рабочей еврейской семье, отец был бондарем. В РКП(б) с декабря 1920 (член РКСМ в 1919—1923). Окончил начальное училище в Одессе в 1914, затем 2 класса ремесленного училища там же в 1914—1916. Рассыльный в конторе торгового дома в Одессе с октября 1916 до ноября 1917, затем рассыльный на угольном складе до апреля 1919. Рядовой Отдельного стрелкового батальона ВЧК с апреля 1919 до июля 1920.
В 1920—1921 заместитель заведующего Организационным отделом Балтского уездного комитета КП(б)У, заместитель председателя Балтского уездного совета профсоюзов. В 1921—1928 уполномоченный Политического бюро Балтской уездной ЧК, уполномоченный ГПУ, Николаевского окротдела ГПУ, начальник Балтского отделения ГПУ при СНК Молдавской АССР, помощник начальника Сталинского окротдела ГПУ, помощник начальника Особого отдела Украинского военного округа. В 1928—1930 начальник Отделения Информационного отдела Учётно-организационного управления ГПУ при СНК Украинской ССР. В 1930—1931 исполняющий обязанности начальника Информационного отдела ГПУ при СНК Украинской ССР. В 1931—1932 помощник начальника Особого отдела ГПУ при СНК Украинской ССР, помощник начальника Особого отдела ГПУ Украинского военного округа, начальник Молдавского областного отдела ГПУ, начальник 25-го пограничного отряда ОГПУ. В 1932—1934 начальник Винницкого областного отдела ГПУ. В 1934—1936 начальник Управления НКВД по Винницкой области. В 1936—1937 начальник Управления НКВД по Днепропетровской области. В январе-апреле 1937 начальник III отдела УГБ НКВД Украинской ССР.
С апреля 1937 по февраль 1938 начальник Управления НКВД по Донецкой области. Этот период отмечен вхождением в состав особой тройки, созданной по приказу НКВД СССР от 30.07.1937 № 00447 и активным участием в сталинских репрессиях. 12 декабря 1937 г. избран депутатом Верховного Совета СССР 1-го созыва.
В феврале-апреле 1938 начальник Управления НКВД по Челябинской области. В апреле 1938 переведён вместе с группой чекистов в Наркомат водного транспорта СССР, до февраля 1939 начальник Центрального управления морского нефтеналивного флота. Проживал в Москве по адресу: улица Серафимовича, дом 2, квартира 54.
Арестован в январе 1939 года. Расстрелян по приговору ВКВС СССР 21 января 1940. Не реабилитирован.

## Специальные звания
- майор государственной безопасности (05.12.1935);
- старший майор государственной безопасности (20.12.1936).

## Награды
орден Ленина (19.12.1937), 
знак «Почётный работник ВЧК-ГПУ» (20.12.1932). 